# مسیه ۲۴
مسیه ۲۴(به انگلیسی: Messier 24) یک ابر ستاره‌ای در صورت فلکی قوس است که فاصله آن از زمین ده هزار سال نوری و قدر ظاهری آن ۲٫۵ است.